# Fußballverein Preussen Eberswalde e.V.
Fußballverein Preussen Eberswalde e.V. é uma agremiação esportiva alemã, fundada a 1 de julho de 1909, sediada em Eberswalde, em Brandemburgo, nordeste de Berlim.

## História
O clube foi fundado em 1909 como FC Preussen Eberswalde, e vindo a melhorar no período que antecedeu à Primeira Guerra Mundial avançou para jogar na primeira divisão local. O time quase entrou em colapso durante a guerra, mas voltou às atividades, em 1920, e logo retornou à sua forma anterior passando bem a temporada de 1922-1923, tendo apenas a perda de uma única partida, avançando para a segunda divisão do país.
Após a ascensão ao poder dos nazistas, em 1933, o futebol alemão foi restruturado e a Prússia manteve seu lugar jogando no segundo nível da Oberliga. Em 1936, a equipe caiu para o campeonato da divisão local da cidade, e após a eclosão da Segunda Guerra Mundial, jogou progressivamente menos.
Em 1943-1944, a Prússia tentou brevemente uma parceria com o rival local de longa data, Eberswalde SV 1912, originalmente FC Britannia, e o Kriegspielgemainschaft. No fim da guerra, as autoridades de ocupação aliada dissolveram a maioria das organizações na Alemanha, as esportivas. Os dois parceiros de guerra surgiram, em 1946, respectivamente como GSZ (Zentralen Sportgemeinschaft) Eberswalde-Nord e GSZ Eberswalde-Süd.
O Eberswald ficava localizado na zona de ocupação soviética, que logo se tornaria a Alemanha Oriental e ligas de futebol distintas daquelas da metade ocidental do país emergiriam. Como era comum no oriente, o clube passaria por uma série de mudanças de nome. Atuou primeiro, em 1948, como GSZ Eintracht Eberswalde, como BSG (Betriebssportgemeinschaft) Stahl Eberswalde, em 1950, e, finalmente, como BSG Motor Eberswalde, no início de 1952. A reorganização da estrutura da liga naquele ano fez com que o clube não tivesse mais que regularmente enfrentar equipes fortes de Potsdam e Lausitz em sua divisão, consequentemente, conquistando títulos do distrito em 1955 e 1956. Contudo, o time não conseguiu passar através das fases subseqüentes, os chamados play-offs qualificatórios para a segunda divisão, a DDR-Liga.
O time foi prejudicado em cinco tentativas visando a promoção até 1970, até que finalmente a conquistou em 1972. Na década seguinte, o Eberswalde se encontrou na posição de mais capaz de dominar facilmente a terceira divisão, a Bezirksliga Frankfurt/Oder, mas não bem o suficiente para permanecer um largo período na DDR-Liga (II).
Depois de escorrer novamente e descer à terceira divisão, em 1984, iria ganhar títulos em cinco das próximas seis temporadas, mas não conseguiu passar das rodadas de promoção para o retorno à competição da segunda camada, até a reunificação alemã, ocorrida em 1990. O BSG mudou seu nome para SV Motor Eberswalde e, em 1995, o departamento de futebol se tornou independente sob a denominação de FV Motor Eberswalde.
Após a fusão das ligas de futebol da Alemanha, o Eberswalde passou a atuar na Amateur Oberliga Nordost-Nord (III), na qual passou duas temporadas antes sofrer o descenso à quarta divisão. O time jogou na Oberliga Nordost-Nord (IV), e nos últimos doze anos tem angariado normalmente colocações mais baixas na tabela, antes de ser finalmente rebaixado à Verbandsliga Brandenburg (VI), em 2007.

## Títulos
- Bezirksliga Frankfurt/Oder (III) Campeão (19): 1955, 1956, 1957, 1962, 1964, 1965, 1966, 1968, 1970, 1972, 1975, 1980, 1982, 1983, 1985, 1986, 1987, 1989, 1990;
- Verbandsliga Brandenburg (IV) Campeão: 1994;

## Cronologia das temporadas
| - 1963-64 (III) Bezirksliga Frankfurt 1° - 1964-65 (III) Bezirksliga Frankfurt 1° - 1965-66 (III) Bezirksliga Frankfurt 1° - 1966-67 (III) Bezirksliga Frankfurt 2° - 1967-68 (III) Bezirksliga Frankfurt 1° - 1968-69 (III) Bezirksliga Frankfurt 2° - 1969-60 (III) Bezirksliga Frankfurt 1° - 1970-71 (III) Bezirksliga Frankfurt 3° - 1971-72 (III) Bezirksliga Frankfurt 1° - 1972-73 (II) DDR-Liga, Stapel B 8° - 1973-74 (II) DDR-Liga, Stapel B 11° - 1974-75 (III) Bezirksliga Frankfurt 1° - 1975-76 (II) DDR-Liga, Stapel B 5° - 1976-77 (II) DDR-Liga, Stapel B 4° - 1977-78 (II) DDR-Liga, Stapel B 3° - 1978-79 (II) DDR-Liga, Stapel B 12° - 1979-80 (III) Bezirksliga Frankfurt 1° - 1980-81 (II) DDR-Liga, Stapel B 11° - 1981-82 (III) Bezirksliga Frankfurt 1° - 1982-83 (III) Bezirksliga Frankfurt 1° - 1983-84 (II) DDR-Liga, Stapel B 11° - 1984-85 (III) Bezirksliga Frankfurt 1° - 1985-86 (III) Bezirksliga Frankfurt 1° - 1986-87 (III) Bezirksliga Frankfurt 1° | - 1987-88 (III) Bezirksliga Frankfurt 2° - 1988-89 (III) Bezirksliga Frankfurt 1° - 1989-90 (III) Bezirksliga Frankfurt 1° - 1990-91 (II) DDR-Liga, Stapel A 14° - 1991-92 (III) Am.Oberliga Noordost-N 5° - 1992-93 (III) Am.Oberliga Noordost-N 15° - 1993-94 (IV) Verbandsliga Brandenburg 1° - 1994-95 (IV) Oberliga Noordost-N 7° - 1995-96 (IV) Oberliga Noordost-N 5° - 1996-97 (IV) Oberliga Noordost-N 6° - 1997-98 (IV) Oberliga Noordost-N 7° - 1998-99 (IV) Oberliga Noordost-N 12° - 1999-00 (IV) Oberliga Noordost-N 6° - 2000-01 (IV) Oberliga Noordost-N 12° - 2001-02 (IV) Oberliga Noordost-N 16° - 2002-03 (IV) Oberliga Noordost-N 10° - 2003-04 (IV) Oberliga Noordost-N 14° - 2004-05 (IV) Oberliga Noordost-N 9° - 2005-06 (IV) Oberliga Noordost-N 13° - 2006-07 (IV) Oberliga Noordost-N 16° - 2007-08 (V) Verbandsliga Brandenburg 7° - 2008-09 (V) Verbandsliga Brandenburg 5° - 2009-10 (V) Verbandsliga Brandenburg 8° - 2010-11 (V) Verbandsliga Brandenburg 10° - 2011-12 (V) Verbandsliga Brandenburg 5° - 2012-13 (V) Verbandsliga Brandenburg ° |